# Remington 700
Remington 700 fa referència a una sèrie de fusells de cacera fabricats per l'empresa nord-americana Remington Arms des de 1962. Es tracta de fusells de forrellat que utilitzen diferents calibres de munició. Incorporen un carregador intern fix de 3, 4 o 5 cartutxos que de vegades sol portar una trapa per a una descàrrega ràpida. Els calibres van des del .17, .223, .308, .338 fins al .375.

## Models
El Remington 700 té diferents versions, des de l'estàndard d'ús civil fins a les utilitzades per l'exèrcit i la policia. Aquests darrers models venen equipats amb bípede i altres accessoris. Els fusells Remington 700 DM, d'ús policial, solen tenir un carregador extraïble, per a facilitar-ne una ràpida recàrrega.

## Operadors
- : Royal Canadian Mounted Police (RCMP)[3]
- :  Komando Pasukan Katak  (Kopaska) i el grup tàctic bussejador  Komando Pasukan Khusus  (Kopassus) Grup de Forces Especials, a part, el Remington 700 basat en Pindad SPR-1, és el rifle de franctirador estàndard per als militars indonesis.[4]
- : Pasukan Gerakan Khas (PGK)[5]
- : Patrulla Fronterera dels Estats Units,[6] Cos de Marines dels Estats Units, Armada dels Estats Units, Exèrcit dels Estats Units.[7]

## Imatges

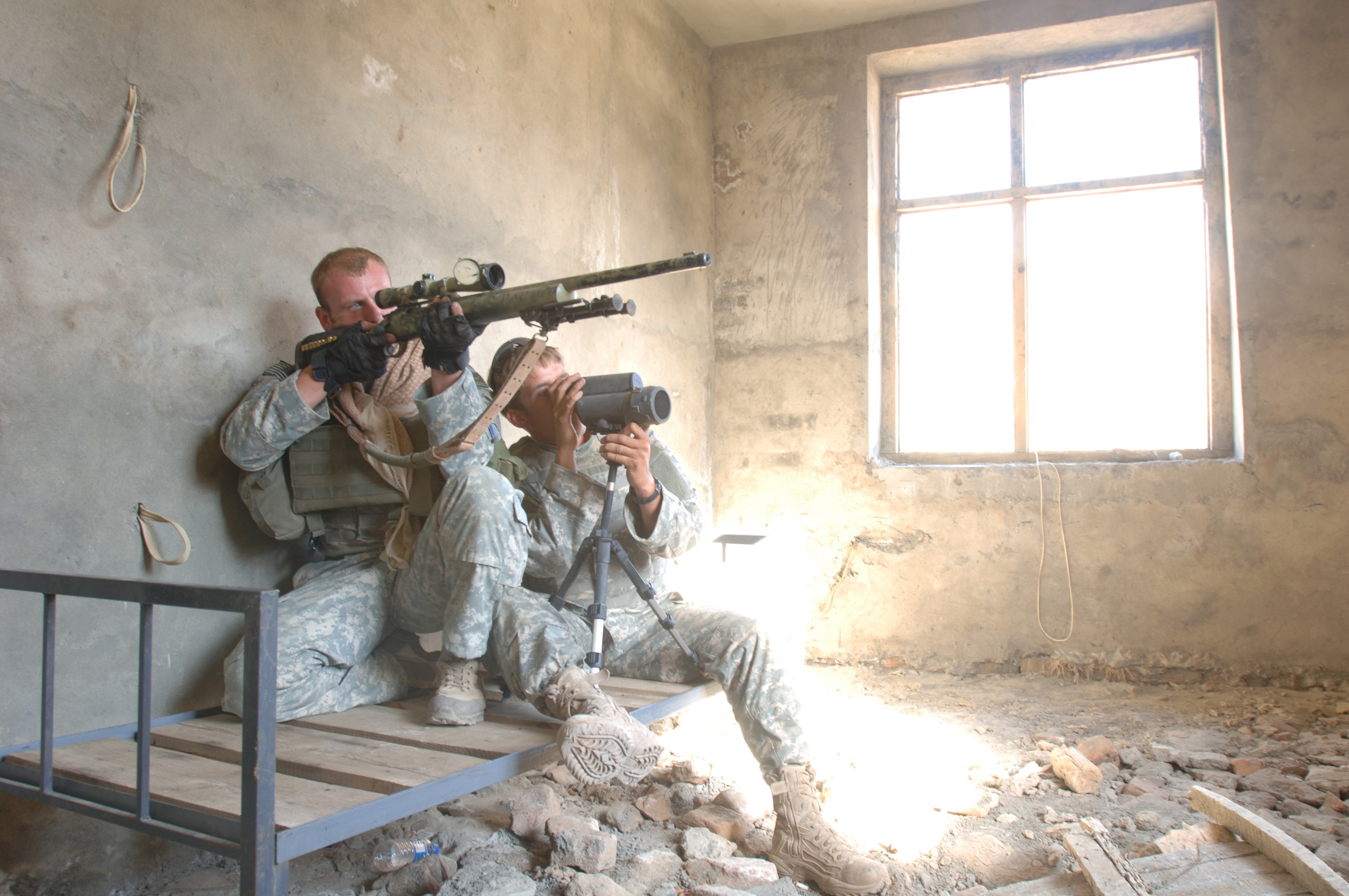
Un equip de franctiradors de l'Exèrcit dels Estats Units prop de Dur Bava, Afganistan, 19 d'octubre de 2006.
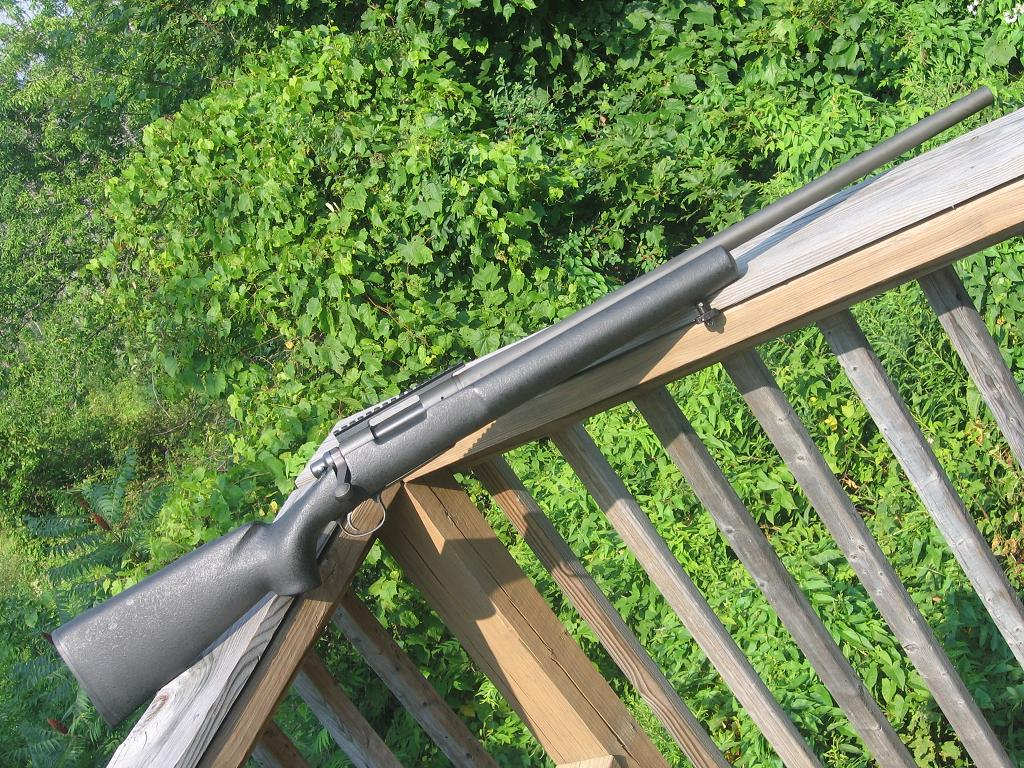
Un fusell Remington 700.
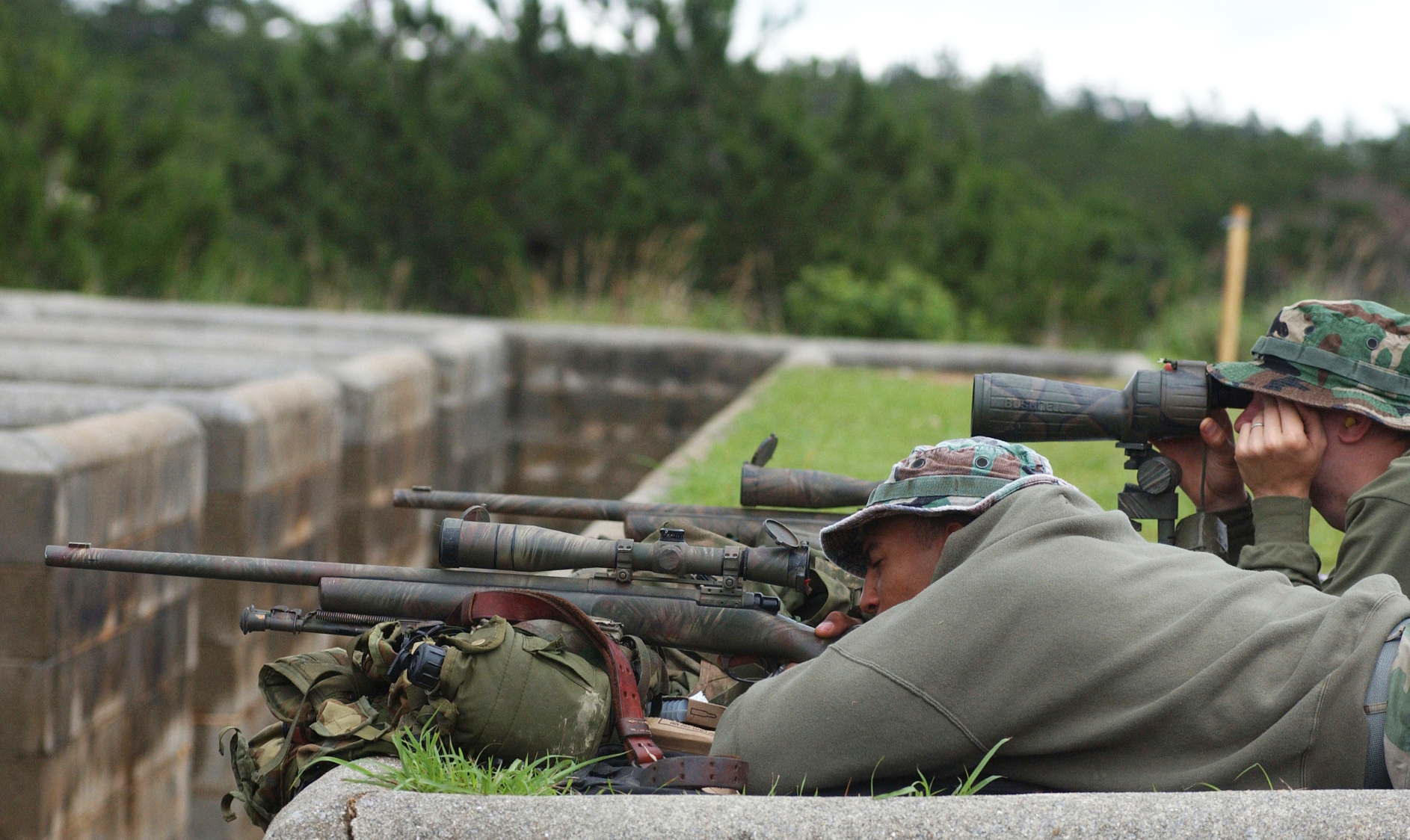
Versió militar coneguda com M24 SWS
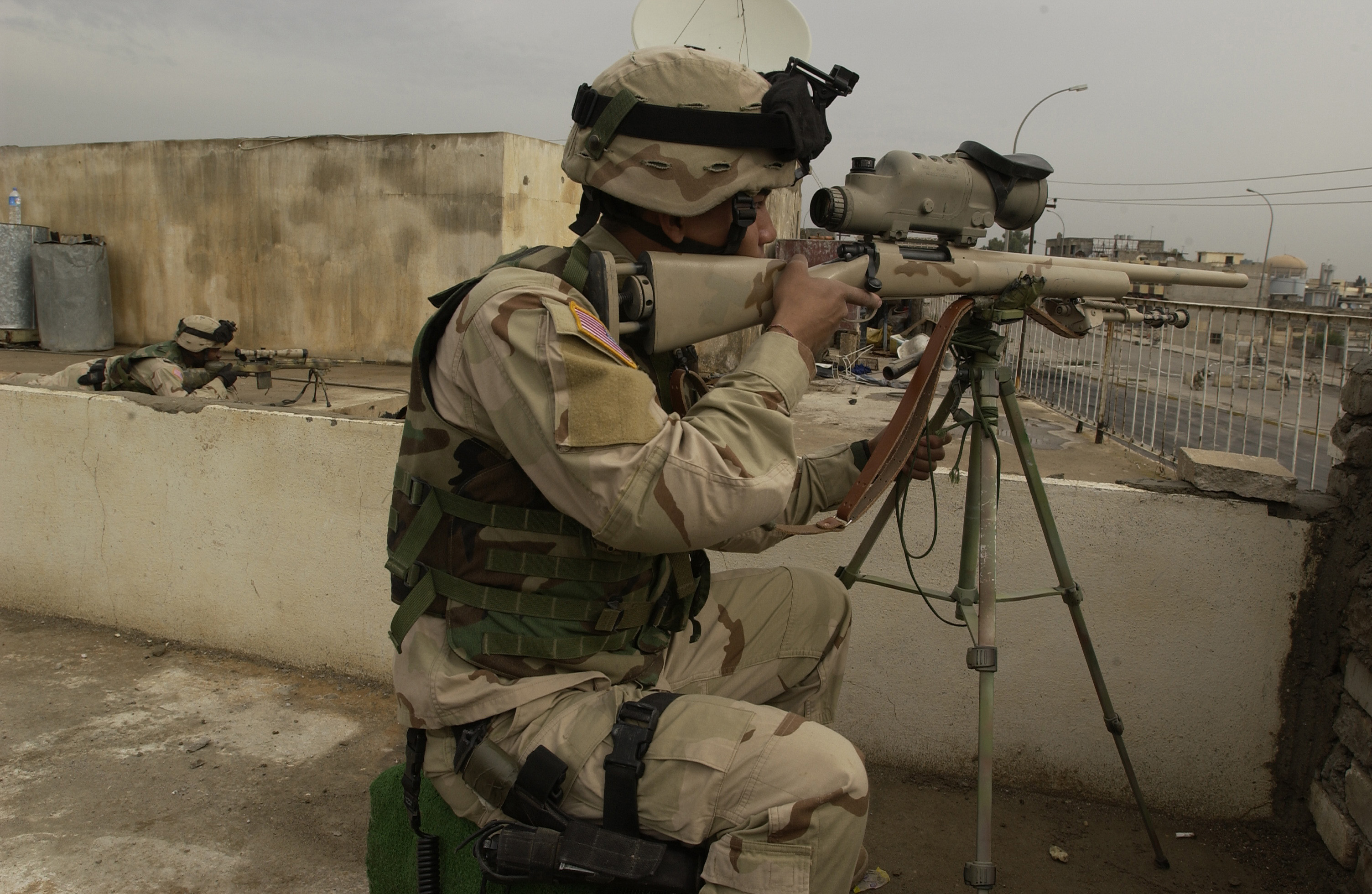
Franctiradors de l'Exèrcit dels Estats Units vigilant per protegir d'activitat enemiga una comissaria de la policia iraquiana situada a Mossul, Iraq.

## Cartutxos disponibles / Models Remington 700
| Cartutx           | Models Remington 700 (llargada del canó en polzades)" | Models Remington 700 (llargada del canó en polzades)" | Models Remington 700 (llargada del canó en polzades)" | Models Remington 700 (llargada del canó en polzades)" | Models Remington 700 (llargada del canó en polzades)" | Models Remington 700 (llargada del canó en polzades)" | Models Remington 700 (llargada del canó en polzades)" | Models Remington 700 (llargada del canó en polzades)" | Models Remington 700 (llargada del canó en polzades)" | Models Remington 700 (llargada del canó en polzades)" | Models Remington 700 (llargada del canó en polzades)" | Models Remington 700 (llargada del canó en polzades)" | Models Remington 700 (llargada del canó en polzades)" |
| ----------------- | ----------------------------------------------------- | ----------------------------------------------------- | ----------------------------------------------------- | ----------------------------------------------------- | ----------------------------------------------------- | ----------------------------------------------------- | ----------------------------------------------------- | ----------------------------------------------------- | ----------------------------------------------------- | ----------------------------------------------------- | ----------------------------------------------------- | ----------------------------------------------------- | ----------------------------------------------------- |
|                   | BDL                                                   | CDL                                                   | LV SF                                                 | Mtn LSS                                               | SPS/ADL                                               | SPS DM                                                | SPS Stlss                                             | Sendero SFII                                          | VLS                                                   | VSF                                                   | VS SFII                                               | XCR                                                   | VTR                                                   |
| .17 Rem           |                                                       |                                                       | 22"                                                   |                                                       |                                                       |                                                       |                                                       |                                                       |                                                       |                                                       |                                                       |                                                       |                                                       |
| .17 Rem Fireball  |                                                       |                                                       |                                                       |                                                       | 24"                                                   |                                                       |                                                       |                                                       |                                                       | 26"                                                   | 26"                                                   |                                                       | 22"                                                   |
| .204 Ruger        |                                                       |                                                       | 22"                                                   |                                                       |                                                       |                                                       | 24"                                                   |                                                       | 26"                                                   |                                                       | 26"                                                   |                                                       | 22"                                                   |
| .220 Swift        |                                                       |                                                       |                                                       |                                                       |                                                       |                                                       |                                                       |                                                       |                                                       |                                                       | 26"                                                   |                                                       |                                                       |
| .221 Rem Fireball |                                                       |                                                       | 22"                                                   |                                                       |                                                       |                                                       |                                                       |                                                       |                                                       |                                                       |                                                       |                                                       |                                                       |
| .223 Remington    |                                                       | 24"                                                   | 22"                                                   |                                                       | 24"                                                   |                                                       | 24"                                                   |                                                       | 26"                                                   | 26"                                                   | 26"                                                   |                                                       | 22"                                                   |
| .22–250 Rem       |                                                       |                                                       | 22"                                                   |                                                       |                                                       |                                                       | 24"                                                   |                                                       | 26"                                                   | 26"                                                   | 26"                                                   |                                                       | 22"                                                   |
| .243 Win          | 22"                                                   | 24"                                                   |                                                       |                                                       | 20"/24"                                               | 24"                                                   | 24"                                                   |                                                       | 26"                                                   |                                                       |                                                       |                                                       | 22"                                                   |
| 6mm Remington     |                                                       |                                                       |                                                       | 22"                                                   |                                                       |                                                       |                                                       |                                                       |                                                       |                                                       |                                                       |                                                       |                                                       |
| .25-06 Rem        |                                                       | 24"                                                   |                                                       |                                                       |                                                       |                                                       | 24"                                                   |                                                       |                                                       |                                                       |                                                       | 24"                                                   |                                                       |
| .264 Win Mag      |                                                       |                                                       |                                                       |                                                       |                                                       |                                                       |                                                       | 26"                                                   |                                                       |                                                       |                                                       |                                                       |                                                       |
| .270 Winchester   | 22"                                                   | 24"                                                   |                                                       | 22"                                                   | 24"                                                   | 24"                                                   | 24"                                                   |                                                       |                                                       |                                                       |                                                       | 24"                                                   |                                                       |
| .270 WSM          |                                                       |                                                       |                                                       |                                                       | 24"                                                   |                                                       | 24"                                                   |                                                       |                                                       |                                                       |                                                       | 24"                                                   |                                                       |
| .280 Remington    |                                                       |                                                       |                                                       | 22"                                                   |                                                       |                                                       |                                                       |                                                       |                                                       |                                                       |                                                       |                                                       |                                                       |
| 7mm-08 Rem        |                                                       | 24"                                                   |                                                       | 22"                                                   | 20"/24"                                               | 24"                                                   | 24"                                                   |                                                       |                                                       |                                                       |                                                       | 24"                                                   |                                                       |
| 7mm Rem Mag       | 24"                                                   | 26"                                                   |                                                       |                                                       | 26"                                                   | 26"                                                   | 26"                                                   | 26"                                                   |                                                       |                                                       |                                                       | 26"                                                   |                                                       |
| 7mm RUM           |                                                       |                                                       |                                                       |                                                       | 26"                                                   |                                                       |                                                       | 26"                                                   |                                                       |                                                       |                                                       | 26"                                                   |                                                       |
| .30-06            | 22"                                                   | 24"                                                   |                                                       | 22"                                                   | 24"                                                   | 24"                                                   | 24"                                                   |                                                       |                                                       |                                                       |                                                       | 24"                                                   |                                                       |
| .308 Win          |                                                       |                                                       |                                                       |                                                       | 20"/24"                                               |                                                       | 24"                                                   |                                                       | 26"                                                   | 26"                                                   |                                                       |                                                       | 22"                                                   |
| .300 WSM          |                                                       |                                                       |                                                       |                                                       | 24"                                                   |                                                       | 24"                                                   |                                                       |                                                       |                                                       |                                                       | 24"                                                   |                                                       |
| .300 Win Mag      |                                                       | 26"                                                   |                                                       |                                                       | 26"                                                   | 26"                                                   | 26"                                                   | 26"                                                   |                                                       |                                                       |                                                       | 26"                                                   |                                                       |
| .300 RUM          | 26"                                                   | 26"                                                   |                                                       |                                                       | 26"                                                   |                                                       | 26"                                                   | 26"                                                   |                                                       |                                                       |                                                       | 26"                                                   |                                                       |
| .338 RUM          |                                                       |                                                       |                                                       |                                                       |                                                       |                                                       |                                                       |                                                       |                                                       |                                                       |                                                       | 26"                                                   |                                                       |
| .338 Win Mag      |                                                       |                                                       |                                                       |                                                       |                                                       |                                                       |                                                       |                                                       |                                                       |                                                       |                                                       | 26"                                                   |                                                       |
| .338 Lapua Mag    |                                                       |                                                       |                                                       |                                                       |                                                       |                                                       |                                                       |                                                       |                                                       |                                                       |                                                       | 26"                                                   |                                                       |
| .35 Whelen        |                                                       | 24"                                                   |                                                       |                                                       |                                                       |                                                       |                                                       |                                                       |                                                       |                                                       |                                                       |                                                       |                                                       |
| .375 H&H          |                                                       |                                                       |                                                       |                                                       |                                                       |                                                       |                                                       |                                                       |                                                       |                                                       |                                                       | 24"                                                   |                                                       |
| .375 RUM          |                                                       |                                                       |                                                       |                                                       |                                                       |                                                       |                                                       |                                                       |                                                       |                                                       |                                                       | 24"                                                   |                                                       |
| .458 WM           | 24"                                                   |                                                       |                                                       |                                                       |                                                       |                                                       |                                                       |                                                       |                                                       |                                                       |                                                       |                                                       |                                                       |